# 長い間 〜キロロの森〜
『長い間 〜キロロの森〜』（ながいあいだ キロロのもり）は、Kiroroの1枚目のアルバム。1998年10月1日発売。発売元はビクターエンタテインメント。

## チャート成績
- オリコンチャート最高位1位。
- 累計売上枚数は、114.7万枚。

## 収録曲
- 既発曲の解説は各収録作品を参照のこと。
- 作詞・作曲：玉城千春　編曲：重実徹（特記以外）

1. 長い間 [4:40]
  - 1stシングル
2. すてきだね 5:49]
  - 作詞：玉城千春・冨着若奈／編曲：玉城千春・重実徹
  - 1997年にインディーズでシングル化されている。
3. 未来へ [5:30]
  - 2ndシングル
4. 恋に恋して [4:17]
  - 1997年にインディーズでシングル化されている。
5. 逃がさないで [4:35]
  - 1997年にインディーズでシングル化されている。
6. いつから [4:32]
7. 3人の写真 [4:24]
  - シングル「長い間」収録
8. ラン ラン ラン [3:48]
9. 白い靴下 [5:08]
10. 僕らはヒーロー [4:35]

## 演奏
- 玉城千春：Vocal, Chorus
- 金城綾乃：Keyboards
- 重実徹：Keyboards, Accordion
- 野口明彦、渡嘉敷佑一、湊雅史、村石雅行：Drums
- 渡辺等：Bass, Mandolin
- 美久月千晴、松原秀樹：Bass
- 古川望、梶原順、林部直樹、古川昌義、狩野良明：Guitar
- 駒沢裕城：Steel Guitar
- 木村誠、三沢またろう：Percussion
- 村岡健：Harmonica
- 山本拓夫：Flute
- JOE ストリングス：Strings